# Grandcamp-Maisy
Grandcamp-Maisy är en kommun i departementet Calvados i regionen Normandie i norra Frankrike. Kommunen ligger i kantonen Isigny-sur-Mer som ligger i arrondissementet Bayeux. År 2022 hade Grandcamp-Maisy 1 525 invånare.

## Befolkningsutveckling
Antalet invånare i kommunen Grandcamp-Maisy
Referens: INSEE